# Gilberto Velázquez
Gilberto Ariel Velázquez Gómez (Asunción, Paraguay, 11 de marzo de 1983)  es un futbolista paraguayo, que juega en la posición de defensor central y su actualmente es Agente libre.

## Trayectoria
Jugó en el club chileno Colo-Colo, hasta que a mediados del 2007, fue transferido al Olimpia de su país. Fue apodado "Chano" por los hinchas del Cacique, por su parecido al ídolo del club, el defensa chileno Lizardo Garrido y pese a que jugó poco en el equipo chileno, fue parte del plantel colocolino, que ganó el Torneo de Apertura de ese año. Jugó en las divisiones menores del club paraguayo Guaraní, debutando en el profesionalismo en el año 2003, precisamente en el mismo club de Asunción.

## Selección nacional
- Mundial Sub-20 Emiratos Árabes 2003
- Preolímpico de Chile 2004
- Amistosos con la selección mayor, jugando contra Corea y México.

## Clubes
| Club            | País     | Año         |
| --------------- | -------- | ----------- |
| Guaraní         | Paraguay | 2003 - 2006 |
| Colo-Colo       | Chile    | 2007        |
| Olimpia         | Paraguay | 2007 - 2009 |
| Nacional        | Paraguay | 2010        |
| Sport Colombia  | Paraguay | 2010        |
| 3 de Febrero    | Paraguay | 2011        |
| Rubio Ñu        | Paraguay | 2012        |
| Real Cartagena  | Colombia | 2012        |
| Tacuary         | Paraguay | 2013 - 2014 |
| Atlético Minero | Perú     | 2015        |
| Sport Boys      | Bolivia  | 2015 - 2016 |

## Palmarés

### Campeonatos nacionales
| Título           | Club      | País  | Año    |
| ---------------- | --------- | ----- | ------ |
| Primera División | Colo-Colo | Chile | 2007-A |